# Koło Parlamentarne Lewicy Demokratycznej
Koło Parlamentarne Lewicy Demokratycznej (KPLD) – koło parlamentarne w Sejmie IX kadencji i Senacie X kadencji, będące reprezentacją Stowarzyszenia Lewicy Demokratycznej. Powstało 5 lutego 2023, w wyniku przekształcenia dotychczasowego koła parlamentarnego PPS.
Koło Parlamentarne Lewicy Demokratycznej utworzyli posłowie Robert Kwiatkowski, Andrzej Rozenek i będąca jego przewodniczącą Joanna Senyszyn oraz wicemarszałek Senatu Gabriela Morawska-Stanecka, którzy po opuszczeniu Nowej Lewicy od 14 grudnia 2021 do 6 lutego 2023 tworzyli koło Polskiej Partii Socjalistycznej (wraz z przewodniczącym tej partii, senatorem Wojciechem Koniecznym), a w 2022 powołali Stowarzyszenie Lewicy Demokratycznej, nawiązujące do tradycji Sojuszu Lewicy Demokratycznej (który w 2021 zakończył funkcjonowanie jako partia, łącząc się z Wiosną i tworząc NL). Przy okazji powołania w 2021 koła PPS, Andrzej Rozenek i Joanna Senyszyn zostali członkami tej partii. Wystąpili z niej w sierpniu 2023.

## Historia
Stowarzyszenie Lewicy Demokratycznej zostało zarejestrowane 7 marca 2022. Jego przewodniczącym został Jerzy Teichert, a sekretarzem generalnym poseł Robert Kwiatkowski. Jego działalność zainaugurowano 2 czerwca 2022. 23 dni później podpisało ono (podobnie, jak PPS) porozumienie o współpracy przed najbliższymi wyborami parlamentarnymi wraz z Unią Pracy, Socjaldemokracją Polską, Wolnością i Równością, a także m.in. stowarzyszeniem Ruch Ludzi Pracy i środowiskiem dawnej partii Inicjatywa Feministyczna, opowiadając się za „szerokim porozumieniem wyborczym opozycji demokratycznej”. W Stowarzyszeniu Lewicy Demokratycznej znaleźli się m.in. były poseł Zbyszek Zaborowski oraz radny sejmiku dolnośląskiego, były senator Mirosław Lubiński. Współpracę z nim podjęli m.in. eurodeputowany i były premier Leszek Miller oraz pozostający w NL poseł Bogusław Wontor. Stowarzyszenie postawiło sobie za cel tworzenie alternatywy dla NL. 5 lutego 2023 rada naczelna PPS podjęła natomiast uchwałę o chęci wspólnego startu partii w wyborach parlamentarnych w tym samym roku z NL (jak również Lewicą Razem i UP; w sierpniu do porozumienia dołączyła także SDPL), a kołu parlamentarnemu (na czele którego w styczniu Joanna Senyszyn zastąpiła Wojciecha Koniecznego) cofnęła zgodę na wykorzystywanie nazwy i symboli PPS. Parlamentarzyści koła – z wyjątkiem Wojciecha Koniecznego, który został senatorem niezrzeszonym – przekształcili w związku z tym tego samego dnia koło PPS w KPLD. W połowie sierpnia 2023 koło opuściła senator Gabriela Morawska-Stanecka, przechodząc do klubu parlamentarnego Koalicji Obywatelskiej.
W wyborach parlamentarnych 15 października 2023 spośród członków koła wystartował jedynie Andrzej Rozenek (z listy Koalicji Obywatelskiej), nie uzyskując mandatu poselskiego. Joanna Senyszyn zarejestrowała własny komitet w wyborach do Senatu, jednak komisja wyborcza odmówiła rejestracji jej kandydatury. Ze Stowarzyszenia Lewicy Demokratycznej oprócz Andrzeja Rozenka kandydował bez powodzenia z listy KO do Sejmu także Zbyszek Zaborowski, a Gabriela Morawska-Stanecka z ramienia KO została ponownie wybrana do Senatu.

## Parlamentarzyści

### Posłowie
- Robert Kwiatkowski
- Andrzej Rozenek
- Joanna Senyszyn – przewodnicząca koła

### Była senator
- Gabriela Morawska-Stanecka – wicemarszałek Senatu X kadencji, do 15 sierpnia 2023, przeszła do Koalicji Obywatelskiej